# Hot School 2
Série
Fuite de cerveaux
(2009)
Pour plus de détails, voir Fiche technique et Distribution.
Hot School 2 (Fuga de cerebros 2) est un film espagnol réalisé par Carlos Therón et sorti en 2011. Il s'agit de la suite du film Fuite de cerveaux, sorti en 2009.

## Synopsis
Alfonso, le frère cadet d’Emilio, est amoureux de Sara, qui a aller étudier à Harvard. Aidé par ses amis Corneto, l’aveugle Chuli, le gitan Cabra, le paralysé Ruedas et le chef de la fraternité Vicente, Alfonso arrivera aux États-Unis pour la conquérir. Là-bas, il retrouvera la belle Marta, son amour d’enfance et il devra choisir laquelle des deux il souhaite aimer.

## Fiche technique
- Titre : Hot School 2
- Titre original : Fuga de cerebros 2
- Titre original complet : Fuga de cerebros 2: Ahora en Harvard
- Réalisation : Carlos Therón
- Scénario : Álex Pina et Curro Velázquez
- Musique : Manel Santisteban
- Photographie : Antonio J. García
- Montage : Verónica Callón
- Distribution des rôles : Andrés Cuenca et Tonucha Vidal
- Pays d'origine :  Espagne
- Genre : Comédie
- Durée : 106 minutes
- Dates de sortie :
  - Espagne : 2 décembre 2011
  - France : 16 octobre 2012 (DVD) ; 23 octobre 2017 (VOD)

## Distribution
- Adrián Lastra (VF : Laurent Jacquet) : Alfonso
- Patricia Montero (VF : Sophie Ostria) : Marta
- Alberto Amarilla (VF : Julien Sainte-Marthe) : José Manuel « Souli » Sánchez Expósito
- Gorka Lasaosa (VF : Éric Bonicatto) : Rafael « Roulotte » Garrido Calvo
- Pablo Penedo (VF : Romain Adiba) : Felipe « Cornetto » Roldán Salas
- Canco Rodríguez (VF : Michaël Cermeno) : Raimundo « Crapeau » Vargas Montoya
- Paula Prendes (VF : Magali Mestre) : Sara
- El Langui : Vicente
- Paco Tous : Don Adrián
- Loles León (VF : Sylvie Santelli) : Rita Calvo
- Mariano Peña : Julian
- Javier Mora
- David Hasselhoff
- Antonio Dechent

- Version française
  - Société de doublage : Audioprojects La Garriga 
  - Direction artistique : Sylvie Santelli[1]
  - Adaptation : Michaël Cermeno